# Мохаммед Ель-Нені
Мохаммед Ель-Нені (араб. محمد النني‎; нар. 11 липня 1992, Ель-Махалла-ель-Кубра, Єгипет) — єгипетський футболіст, півзахисник національної збірної Єгипту та англійського клубу «Арсенал».
Триразовий чемпіон Швейцарії.

## Клубна кар'єра
Вихованець юнацьких команд футбольних клубів «Аль-Аглі» та «Ель Мокаволун аль-Араб».
У дорослому футболі дебютував 2010 року виступами за команду клубу «Ель-Мокаволун», в якій провів три сезони. 
Своєю грою за цю команду привернув увагу представників тренерського штабу клубу «Базель», до складу якого приєднався 2013 року. Відіграв за команду з Базеля наступні три сезони своєї ігрової кар'єри. Більшість часу, проведеного у складі «Базеля», був основним гравцем команди.
До складу клубу «Арсенал» приєднався 2016 року.

## Виступи за збірні
Протягом 2011–2012 років залучався до складу молодіжної збірної Єгипту. На молодіжному рівні зіграв у 18 офіційних матчах, забив 3 голи.
2011 року дебютував в офіційних матчах у складі національної збірної Єгипту. Наразі провів у формі головної команди країни 52 матчі, забивши 3 голи.
У складі збірної був учасником Кубка африканських націй 2017 року у Габоні.
2012 року також захищав кольори олімпійської збірної Єгипту. У складі цієї команди провів 4 матчі. У складі збірної — учасник  футбольного турніру на Олімпійських іграх 2012 року у Лондоні.
| Дата       | Місто                         | Господарі            | Результат | Гості                | Турнір                                   | Голи | Примітки |
| ---------- | ----------------------------- | -------------------- | --------- | -------------------- | ---------------------------------------- | ---- | -------- |
| 03-09-2011 | Фрітаун                       | Сьєрра-Леоне         | 2 – 1     | Єгипет               | Відбір до Кубка африканських націй 2012  | -    |          |
| 08-10-2011 | Каїр                          | Єгипет               | 3 – 0     | Нігер                | Відбір до Кубка африканських націй 2012  | -    |          |
| 27-02-2012 | Доха                          | Єгипет               | 5 – 0     | Кенія                | товариський матч                         | -    | 46'      |
| 29-02-2012 | Доха                          | Єгипет               | 1 – 0     | Нігер                | товариський матч                         | -    | 46'      |
| 02-03-2012 | Доха                          | Єгипет               | 0 – 0     | ДР Конго             | товариський матч                         | -    |          |
| 29-03-2012 | Омдурман                      | Єгипет               | 2 – 1     | Уганда               | товариський матч                         | -    | 59'      |
| 31-03-2012 | Омдурман                      | Єгипет               | 4 – 0     | Чад                  | товариський матч                         | -    |          |
| 11-05-2012 | Триполі                       | Ліван                | 1 – 4     | Єгипет               | товариський матч                         | -    | 21'      |
| 20-05-2012 | Омдурман                      | Єгипет               | 2 – 1     | Камерун              | товариський матч                         | -    | 73'      |
| 22-05-2012 | Омдурман                      | Єгипет               | 3 – 0     | Того                 | товариський матч                         | -    | 46'      |
| 01-06-2012 | Александрія                   | Єгипет               | 2 – 0     | Мозамбік             | Відбір до ЧС 2014                        | -    |          |
| 10-06-2012 | Конакрі                       | Гвінея               | 2 – 3     | Єгипет               | Відбір до ЧС 2014                        | -    |          |
| 15-06-2012 | Александрія                   | Єгипет               | 2 – 3     | ЦАР                  | Відбір до Кубка африканських націй 2013  | -    | 43' 79'  |
| 30-06-2012 | Бангі                         | ЦАР                  | 1 – 1     | Єгипет               | Відбір до Кубка африканських націй 2013  | -    | 46'      |
| 15-08-2012 | Салала                        | Оман                 | 1 – 1     | Єгипет               | товариський матч                         | -    | 88'      |
| 12-10-2012 | Дубай (місто)                 | Єгипет               | 3 – 0     | Республіка Конго     | товариський матч                         | -    | 4'       |
| 16-10-2012 | Абу-Дабі                      | Єгипет               | 0 – 1     | Туніс                | товариський матч                         | -    | 61'      |
| 14-11-2012 | Тбілісі                       | Грузія               | 0 – 0     | Єгипет               | товариський матч                         | -    | 46'      |
| 28-12-2012 | Доха                          | Катар                | 0 – 2     | Єгипет               | товариський матч                         | -    | 81'      |
| 10-01-2013 | Абу-Дабі                      | Гана                 | 3 – 0     | Єгипет               | товариський матч                         | -    |          |
| 06-02-2013 | Мадрид                        | Чилі                 | 2 – 1     | Єгипет               | товариський матч                         | -    | 80'      |
| 22-03-2013 | Александрія                   | Єгипет               | 10 – 0    | Есватіні             | товариський матч                         | -    | 46'      |
| 26-03-2013 | Александрія                   | Єгипет               | 2 – 1     | Зімбабве             | Відбір до ЧС 2014                        | -    |          |
| 09-06-2013 | Хараре                        | Зімбабве             | 2 – 4     | Єгипет               | Відбір до ЧС 2014                        | -    | 67'      |
| 14-08-2013 | Червоне Море (губернаторство) | Єгипет               | 3 – 0     | Уганда               | товариський матч                         | -    | 72'      |
| 15-10-2013 | Кумасі                        | Гана                 | 6 – 1     | Єгипет               | Відбір до ЧС 2014                        | -    | 72'      |
| 14-11-2013 | Каїр                          | Єгипет               | 2 – 0     | Замбія               | товариський матч                         | -    | 64'      |
| 05-03-2014 | Інсбрук                       | Боснія і Герцеговина | 0 – 2     | Єгипет               | товариський матч                         | -    |          |
| 30-05-2014 | Сантьяго                      | Чилі                 | 3 – 2     | Єгипет               | товариський матч                         | -    |          |
| 04-06-2014 | Лондон                        | Ямайка               | 2 – 2     | Єгипет               | товариський матч                         | 1    |          |
| 05-09-2014 | Дакар                         | Сенегал              | 2 – 0     | Єгипет               | Відбір до Кубка африканських націй 2015  | -    |          |
| 10-09-2014 | Каїр                          | Єгипет               | 0 – 1     | Туніс                | Відбір до Кубка африканських націй 2015  | -    | 72'      |
| 10-10-2014 | Габороне                      | Ботсвана             | 0 – 2     | Єгипет               | Відбір до Кубка африканських націй 2015  | 1    |          |
| 15-10-2014 | Каїр                          | Єгипет               | 2 – 0     | Ботсвана             | Відбір до Кубка африканських націй 2015  | -    |          |
| 15-11-2014 | Каїр                          | Єгипет               | 0 – 1     | Сенегал              | Відбір до Кубка африканських націй 2015  | -    | 56'      |
| 19-11-2014 | Монастір                      | Туніс                | 2 – 1     | Єгипет               | Відбір до Кубка африканських націй 2015  | -    | 80'      |
| 26-03-2015 | Каїр                          | Єгипет               | 2 – 0     | Екваторіальна Гвінея | товариський матч                         | -    | 71'      |
| 14-06-2015 | Александрія                   | Єгипет               | 3 – 0     | Танзанія             | Відбір до Кубка африканських націй 2017  | -    |          |
| 06-09-2015 | Нджамена                      | Чад                  | 1 – 5     | Єгипет               | Відбір до Кубка африканських націй 2017  | -    |          |
| 11-10-2015 | Абу-Дабі                      | Єгипет               | 3 – 0     | Замбія               | товариський матч                         | -    |          |
| 14-11-2015 | Нджамена                      | Чад                  | 1 – 0     | Єгипет               | Відбір до ЧС 2018                        | -    |          |
| 17-11-2015 | Александрія                   | Єгипет               | 4 – 0     | Чад                  | Відбір до ЧС 2018                        | 1    |          |
| 25-03-2016 | Кадуна                        | Нігерія              | 1 – 1     | Єгипет               | Відбір до Кубка африканських націй 2017  | -    |          |
| 29-03-2016 | Александрія                   | Єгипет               | 1 – 0     | Нігерія              | Відбір до Кубка африканських націй 2017  | -    |          |
| 04-06-2016 | Дар-ес-Салам                  | Танзанія             | 0 – 2     | Єгипет               | Відбір до Кубка африканських націй 2017  | -    |          |
| 30-08-2016 | Александрія                   | Єгипет               | 1 – 1     | Гвінея               | товариський матч                         | -    |          |
| 06-09-2016 | Йоганнесбург                  | ПАР                  | 1 – 0     | Єгипет               | товариський матч                         | -    | 78'      |
| 09-10-2016 | Браззавіль                    | Республіка Конго     | 1 – 2     | Єгипет               | Відбір до ЧС 2018                        | -    |          |
| 13-11-2016 | Александрія                   | Єгипет               | 2 – 0     | Гана                 | Відбір до ЧС 2018                        | -    |          |
| 08-01-2017 | Каїр                          | Єгипет               | 1 – 0     | Туніс                | товариський матч                         | -    | 46'      |
| 17-01-2017 | Порт-Жантіль                  | Малі                 | 0 – 0     | Єгипет               | Кубок африканських націй 2017 - 1-й етап | -    |          |
| 21-01-2017 | Порт-Жантіль                  | Єгипет               | 1 – 0     | Уганда               | Кубок африканських націй 2017 - 1-й етап | -    |          |
| Усього     |                               | Матчів               | 52        |                      | Голів                                    | 3    |          |

## Досягнення
«Базель»
- Чемпіон Швейцарії: 2012-2013, 2013-2014, 2014-2015

«Арсенал»
- Володар Кубка Англії: 2016-2017
- Володар Суперкубка Англії: 2017, 2020

Єгипет
- Срібний призер Кубка африканських націй: 2017, 2021